# 기원전 81년

## 연호
- 전한(前漢) 시원(始元) 6년

## 기년
- 전한(前漢) 소제(昭帝) 6년

## 사건
술라, 독재관이 되어 원로원 체제를 강화.